# 王夫人 (汉武帝)
王夫人（前2世纪—前110年代），中國西漢時期皇族女性，赵国人，為漢武帝妃嬪。生齐王刘闳。
王夫人何时受到汉武帝的宠幸，记载不详。据《史记 卷六十》记载“王夫人者，赵人也，与卫夫人并幸武帝，而生子闳。”，卫夫人在元朔元年（前128年）生下武帝长子刘据，同年被立为皇后。而据《史记 卷一百一十一》记载，王夫人开始受到武帝宠幸应该是在元朔六年（前124年）。
元狩六年（前117年）四月，汉武帝立其子刘闳为齐王。之前约一年，刘闳将要立为王时，王夫人病。武帝亲临问她，说：“子当为王，欲安所置之？”王夫人说：“陛下在，妾又何等可言者。”武帝说：“虽然，意所欲，欲于何所王之？”王夫人说：“愿置之雒阳。”武帝说：“雒阳有武库敖仓，天下嚰□，汉国之大都也。先帝以来，无子王于雒阳者。去雒阳，余尽可。”王夫人不应。武帝说：“关东之国无大于齐者。齐东负海而城郭大，古时独临菑中十万户，天下膏腴地莫盛于齐者矣。”王夫人以手击头，谢道：“幸甚。”王夫人死后，武帝悲痛，使使者拜之称：“皇帝谨使使太中大夫明奉璧一，赐夫人为齐王太后。”
其后，方士少翁曾用诈用皮影为汉武帝召唤王夫人的鬼魂。而《汉书》则将此事记为武帝在王夫人之后宠幸的李夫人招魂，但当时少翁已死多年。

## 延伸阅读
[在维基数据编辑]
 《史記/卷060》，出自司馬遷《史記》